# Кингерсайм (кантон)
Кингерса́йм (фр. Kingersheim) — кантон на северо-востоке Франции в регионе Гранд-Эст (бывший Эльзас — Шампань — Арденны — Лотарингия), департамент Верхний Рейн, округ Мюлуз. Кантон был создан 22 марта 2015 года, он включает в себя город Кингерсайм и ещё 7 коммун.

## История
Кантон Кингерсайм — новая единица административно-территориального деления Франции (департамент Верхний Рейн, округ Мюлуз), созданная декретом от 21 февраля 2014 года. Новая норма административного деления вступила в силу на первых региональных (территориальных) выборах (новый тип выборов во Франции). Таким образом, единые территориальные выборы заменяют два вида голосования, существовавших до сих пор: региональные выборы и кантональные выборы (выборы генеральных советников). Первые выборы такого типа, на которых избирают одновременно и региональных советников (членов парламентов французских регионов) и генеральных советников (членов парламентов французских департаментов) состоялись в Кингерсайме 22 марта 2015 года. Эта дата официально считается датой создания нового кантона. Начиная с этих выборов, советники избираются по смешанной системе (мажоритарной и пропорциональной). Избиратели каждого кантона выбирают Совет департамента (новое название генерального Совета): двух советников разного пола. Этот новый механизм голосования потребовал перераспределения коммун по кантонам, количество которых в департаменте уменьшилось вдвое с округлением итоговой величины вверх до нечётного числа в соответствии с условиями минимального порога, определённого статьёй 4 закона от 17 мая 2013 года. В результате пересмотра общее количество кантонов департамента Верхний Рейн в 2015 году уменьшилось с 31-го до 17-ти.
Советники департаментов избираются сроком на 6 лет. Выборы территориальных и генеральных советников проводят по смешанной системе: 80 % мест распределяется по мажоритарной системе и 20 % — по пропорциональной системе на основе списка департаментов. В соответствии с действующей во Франции избирательной системой для победы на выборах кандидату в первом туре необходимо получить абсолютное большинство голосов (то есть больше половины голосов из числа не менее 25 % зарегистрированных избирателей). В случае, когда по результатам первого тура ни один кандидат не набирает абсолютного большинства голосов, проводится второй тур голосования. К участию во втором туре допускаются только те кандидаты, которые в первом туре получили поддержку не менее 12,5 % от зарегистрированных и проголосовавших «за» избирателей. При этом, для победы во втором туре выборов достаточно простого большинства (побеждает кандидат, набравший наибольшее число голосов).

## Состав кантона
Новый кантон в составе округа Мюлуз сформирован 22 марта 2015 года. По данным INSEE, кантон Кингерсайм включает в себя 5 коммун Кингерсайм, Лютербак, Фастат, Рененг, Риквиллер из состава кантона Виттенем и 3 коммуны упразднённого кантона Мюлуз-Сюд (Гальфенг, Эмсбрюн, Моршвиллер-ле-Ба). Численность населения кантона — 39 541 человек (2012).

## Список коммун
| Коммуна          | Французское название | Площадь, км² | Население, чел. (2012) |
| ---------------- | -------------------- | ------------ | ---------------------- |
| Гальфенг         | Galfingue            | 5,36         | 792                    |
| Кингерсайм       | Kingersheim          | 6,69         | 12 954                 |
| Лютербак         | Lutterbach           | 8,56         | 6192                   |
| Моршвиллер-ле-Ба | Morschwiller-le-Bas  | 7,55         | 3527                   |
| Рененг           | Reiningue            | 18,54        | 1908                   |
| Риквиллер        | Richwiller           | 5,55         | 3516                   |
| Фастат           | Pfastatt             | 5,24         | 9269                   |
| Эмсбрюн          | Heimsbrunn           | 10,59        | 1383                   |